# Provincia Armavir

Localizarea provinciei în Armenia

Provincia Armavir (armeană Արմավիր) este o provincie situată în vestul Armeniei. Capitala sa este orașul Armavir.